# Karel Kaufman
Karel Jozeph Kaufman (Amsterdam, 29 april 1898 – Heemstede, 10 december 1977) was een Nederlands voetballer en voetbaltrainer. Hij was een van de twee eerste officiële voetbaltrainers sinds de KNVB in 1933 was gestart met examens voor het diploma oefenmeester en hij was voorzitter van de Drentse Voetbalbond. Hij was bondscoach in de jaren 1945/46 en in 1949.

## Loopbaan
Hij was zoon van gymnastiekonderwijzer Martinus Kaufman en Eke Postma. Kaufman werd lid van de voetbalvereniging Watergraafsmeer in Amsterdam. Toen hij in 1916 als onderofficier (sportinstructeur) vanuit Kampen overgeplaatst werd naar Assen, speelde hij vanaf 1917 eerst twee seizoenen voor Veendam en van 1919 tot 1934 bij Achilles 1894. Bij die club was hij aanvoerder van het eerste elftal en bekleedde hij alle bestuursfuncties behalve het penningmeesterschap. Kaufman werd als reservespeler aangewezen voor de interland Zwitserland-Nederland in 1922. In dat jaar huwde hij in Assen Elisabeth Bregchina Douwes. Hij speelde meerdere keren voor het noordelijk elftal en de Zwaluwenelftallen. Vanaf 1932 fungeerde hij als speler-trainer bij Achilles 1894. Kaufman was tevens wedstrijdschermer.
Bij Achilles 1894 begon Kaufman met het geven van training en trainde in de zomer van 1932 ook een avond per week LAC Frisia. Hij slaagde in 1933 als eerste voor de door de NVB in het noordelijke district aangeboden cursus voor spelleider en trainde vervolgens Gorredijk, Stadskanaal en Emmen. Op 6 februari 1934 werd hij tot bondstrainer benoemd, een functie die hij tot medio 1963 vervulde. In 1935 kreeg Kaufman een vaste aanstelling bij de bond en moest hiervoor naar het westen verhuizen waardoor hij moest stoppen met het trainen van Achilles 1894. In deze periode werkte Kaufman onder de bondscoaches Bob Glendenning, Max Merkel, Jesse Carver en Elek Schwartz. Later doceerde hij KNVB-cursussen voor voetbal-oefenmeester. Kaufman was naast zijn werk bij de bond ook (interim-)trainer van AFC en VSV, Feijenoord tijdens de gewonnen kampioenscompetitie in 1940, RCH (1941), AFC Ajax (december 1952 tot maart 1953), De Volewijckers (begin 1956) en BVC Amsterdam (oktober 1956 tot medio 1957). Ook was hij docent op het Centraal Instituut Opleiding Sportleiders in Overveen.

## Erelijst
Feijenoord
| Nationaal     |    |         |
| Landskampioen | 1x | 1939/40 |